# Ancône
 Ancône  es una localidad y comuna de Francia, en la región de Ródano-Alpes, departamento de Drôme, en el distrito de Nyons (hasta enero de 2006 pertenecía al de Valence) y cantón de Montélimar-1.
Está integrada en la Communauté de communes Montélimar-Sésame.
En francés, Ancône es también el nombre de la ciudad italiana de Ancona.

## Demografía
| 356 | 593 | 727 | 790 | 899 | 947 |
| Para los censos de 1962 a 1999 la población legal corresponde a la población sin duplicidades (Fuente: INSEE [Consultar]) |     |     |     |     |     |

Forma parte de la aglomeración urbana de Montélimar.